# المغربي الصغير
صحيفة المغربي الصغير (بالفرنسية: Le Petit Marocain) كانت إصدارا يوميا باللغة الفرنسية أُسست في عهد الاستعمار الفرنسي في المغرب[1] وهي سلف صحيفة الصباح (Le Matin).

## تاريخ وموقف
صحيفة المغربي الصغير أنشئت عام 1925 ومقرها في الدار البيضاء. كانت الصحيفة تنتمي إلى شركة ما للنشر (Mas Presse) التي سيطر عليها الفرنسيان بياغ ما وإيف ما.
كان موقف الصحيفة مناصرا للاستعمارية بصورة متطرفة، وسعت بنشاط إلى تدعيم سياسات فرنسا الاستعمارية في المغرب ومن الجدير بالملاحظة أنها دعمت الحكومة الفيشية وخلع السلطان محمد الخامس وعزله.